# Val-Racine
Val-Racine es un municipio canadiense situado en la provincia de Quebec.

## Superficie
Val-Racine tiene una superficie de 116,06 km².

## Demografía
En 2021, tenía 183 habitantes, una densidad poblacional de 1,6 hab./km², y 132 viviendas.